# Yuichi Nishimura
Yuichi Nishimura (født 17. april 1972) er en japansk fodbolddommer. Han har dømt internationalt under det internationale fodboldforbund FIFA siden 2004, hvor han er placeret i den asiatiske dommergruppe. Han debuterede ved en VM slutrunde i 2010.

## Karriere

### VM 2010
Nishimura deltog ved VM 2010 i Sydafrika, hvor det blev til 4 kampe. 
- Uruguay –  Frankrig (gruppespil)
- Spanien –  Honduras (gruppespil)
- Paraguay –  New Zealand (gruppespil)
- Holland –  Brasilien (kvartfinale)